# パーセントポイント
パーセントポイント (percent point)またはパーセンテージポイント (percentage point) とは、パーセント (%) で表された2つの値の差を表す単位である。
日本語では単にポイントと呼ばれることが多い。例えば、ある値が40パーセントから44パーセントになった場合は「4ポイントの増加」という。パーセントポイントは、pp、p.p.、ppt、%pt などと略記される。

## パーセントとパーセントポイントの違い
1980年には人口の50パーセントが喫煙していたが、1990年には40パーセントしか喫煙していなかった場合を考える。
この場合、喫煙率（人口に対する喫煙者の割合）は1980年から1990年の10年間で「10ポイント」下がったと言う。これを「10パーセント」下がったと言わないのは、「50パーセントのうちの10パーセント下がった」、すなわち、 50 - (50 × 0.1) = 45 で45パーセントになったとも解釈できてしまい、曖昧であるからである。また、1980年と1990年で総数となる全人口が変わっており、単純に比較することができないという理由もある。
パーセントポイントの差は、リスクや確率を表す一つの方法である。
例えば、ある病気が70パーセントの確率で治る薬があり、その薬を使わないと50パーセントの確率で自然治癒すると仮定する。
この場合、この薬は絶対的なリスクを20ポイント軽減すると言える。この数値を絶対リスク減少率といい、その逆数を治療必要数 (NNT) という。前述の例に照らすと、この薬のNNTは 1/(20pp) = 1/0.20 = 5 となり、5人の患者に薬を投与した場合、薬を投与しなかった場合よりも1人多くの患者が治癒することが期待できる。

## 関連する単位
- パーセント (%) - 百分率
- パーミル (‰) - 千分率
- ベーシスポイント (bp)、パーミリアド (‱) - 万分率